# Millfield, New South Wales
Millfield är en ort i Australien. Den ligger i kommunen Cessnock och delstaten New South Wales, i den sydöstra delen av landet, omkring 110 kilometer norr om delstatshuvudstaden Sydney. Antalet invånare är 559.
Närmaste större samhälle är Cessnock, omkring 11 kilometer nordost om Millfield. 
I omgivningarna runt Millfield växer huvudsakligen savannskog. Runt Millfield är det ganska glesbefolkat, med 25 invånare per kvadratkilometer. Genomsnittlig årsnederbörd är 1 149 millimeter. Den regnigaste månaden är februari, med i genomsnitt 197 mm nederbörd, och den torraste är juli, med 41 mm nederbörd.